# 調布航空宇宙センター

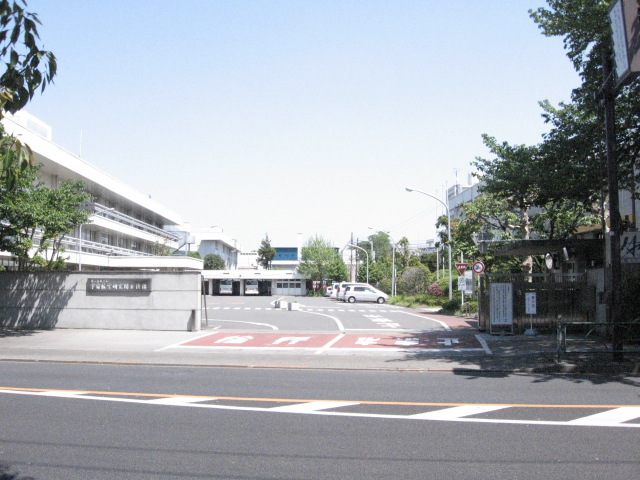
JAXA本社

調布航空宇宙センター（ちょうふこうくううちゅうセンター）は東京都調布市に位置する、独立行政法人宇宙航空研究開発機構（JAXA）の研究施設。研究開発本部や航空プログラムグループの本拠地が置かれている。

## 概略
調布航空宇宙センターは1955年に航空技術研究所（1963年4月航空宇宙技術研究所に改称）として設立された。1961年2月に調布飛行場分室が設置され、2002年4月に調布飛行場分室は調布飛行場支所に改称された。
2003年10月に宇宙科学研究所（ISAS）、航空宇宙技術研究所（NAL）、宇宙開発事業団（NASDA）が統合し、宇宙航空研究開発機構が発足した。新しく誕生したJAXAの本社は調布航空宇宙センターに置かれることとなった。ただし本社業務の一部は東京事務所で行われている。
調布航空宇宙センターでは遷音速風洞やエンジン試験設備あるいはスーパーコンピュータを使用して、省エネルギー低騒音型の旅客機や、環境適応型エンジン等の技術の研究開発が行われている。
また調布航空宇宙センター飛行場分室では、実験用航空機や飛行シミュレータを利用した技術実証、次世代航空機の研究なども進められている。

## 主要施設
| センター本部 - 1m×1m超音速風洞 - 1.27m×0.5m極超音速風洞 - 2m×2m遷音速風洞 - 6.5m×5.5m低速風洞 - 遷音速フラッタ風洞 - 高温高圧燃焼試験設備 - 数値シミュレータシステム - 地上エンジン運転試験設備／環状燃焼器試験設備 - 超音速エンジン試験施設 - 衛星捕獲作業模擬設備 - 展示室 | 飛行場分室 - 飛行シミュレータ設備 - 実験用航空機（格納庫） - 二軸材料試験設備 - 2m×2m低音速風洞 - 複合材試験装置 - 非破壊評価装置 |  |

## 展示室
調布航空宇宙センターの展示室では、現在取り組んでいる研究活動や、これまでに行ってきた研究が紹介されている。入室無料。また敷地構内にある別棟の職員食堂も営業時間中であれば使用可能
主な展示
- 小型超音速実験機
- スペースミッションシミュレータ（宇宙ステーション、月へのフライト、地球への帰還を体験できるシミュレータ）
- 風洞実験（風洞実験模型を使って、風洞実験の様子を体験することができる）
- エンジンロータおよび燃焼器（FJR710など）
- 将来宇宙輸送システム（ALFLEXの実機が展示されている）
- ビデオシアター
- YS-11コックピット（屋外展示）